# サトイモ科
サトイモ科（サトイモか、Araceae）は、オモダカ目を構成する科の一つである。温暖で湿潤な環境を好み、湿地や沼地に生育するものも多い。花軸に密集した小さな花（肉穂花序）と、それを囲むように発達した苞（仏炎苞）が特徴。
サトイモやコンニャクなど、食品として重要なものも多いが、美しい葉や花を観賞するために栽培される種も多い。
新エングラー体系及びクロンキスト体系ではサトイモ目に分類されていた。

## 特徴
サトイモ科の植物は、花に大きな特徴がある。花そのものは小さく、花びらがあっても目立たず、花びらがない場合もある。雄花と雌花に分かれているものもあり、いずれにしても、個々の花は小さく、目立たない。花は肉質の太い柄の上に一面に並んでつき、肉穂花序（にくすいかじょ）と呼ばれる。花は穂全体に着くものが多いが、穂の先端に花のない部分（付属体）があって、さまざまな形になるものもある。
穂の根元からは苞が出る。サトイモ科の植物では、多くの場合、苞が単純な葉の形ではなく、花の穂を包むような形になって、特別な色を持ち、目立つものが多い。言わば、花びらの役割を担っている。このような苞を仏炎苞（ぶつえんほう）と呼ぶ。仏炎苞の袋状の部分を筒部、筒部の上部で長い舌のように伸びる部分を舷部と呼ぶ。
このような構造を取る理由としては、花に寄ってくる昆虫を内部に閉じ込めることで、滞在時間を長くして受粉の確率を高めていると考えられる。
なお、東南アジア産のコンニャクの一種、ショクダイオオコンニャク（Amorphophallus titanium）は、花序の先端までが3mにも達し、花序としては世界で一番背が高いと言われる。

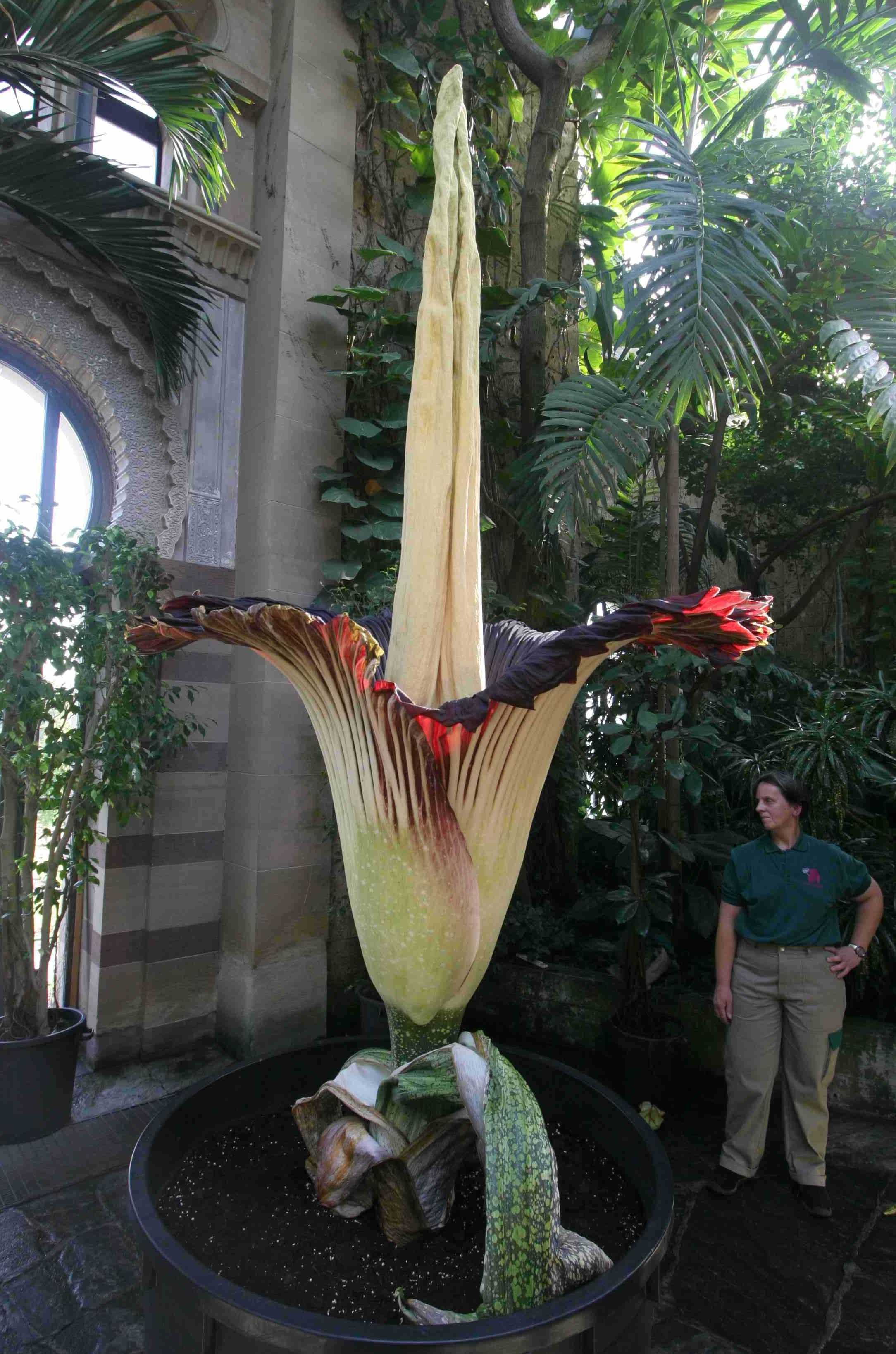
ショクダイオオコンニャクの花序・全景
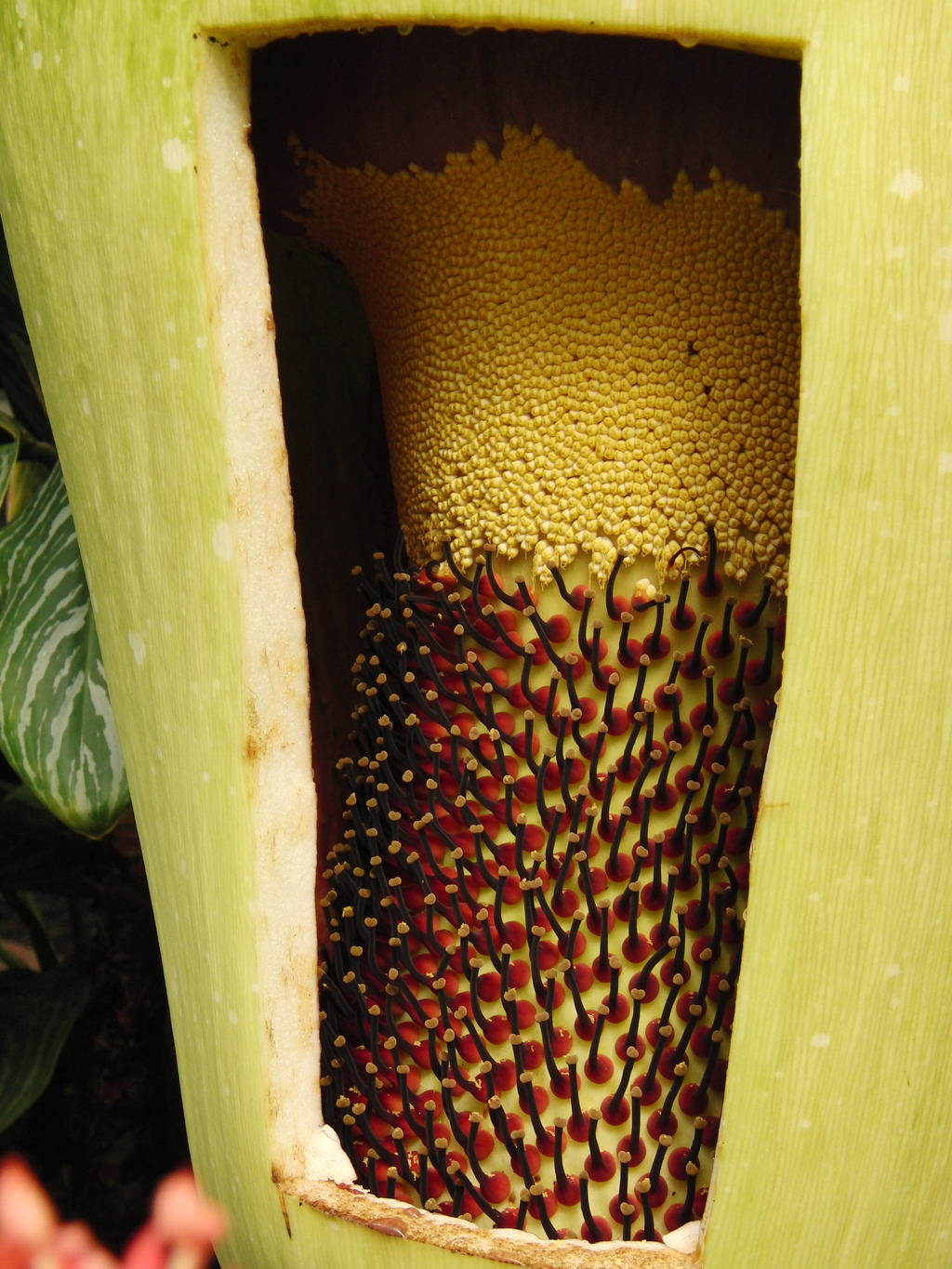
同・花の部分を示す 上半分が雄花、下半分が雌花
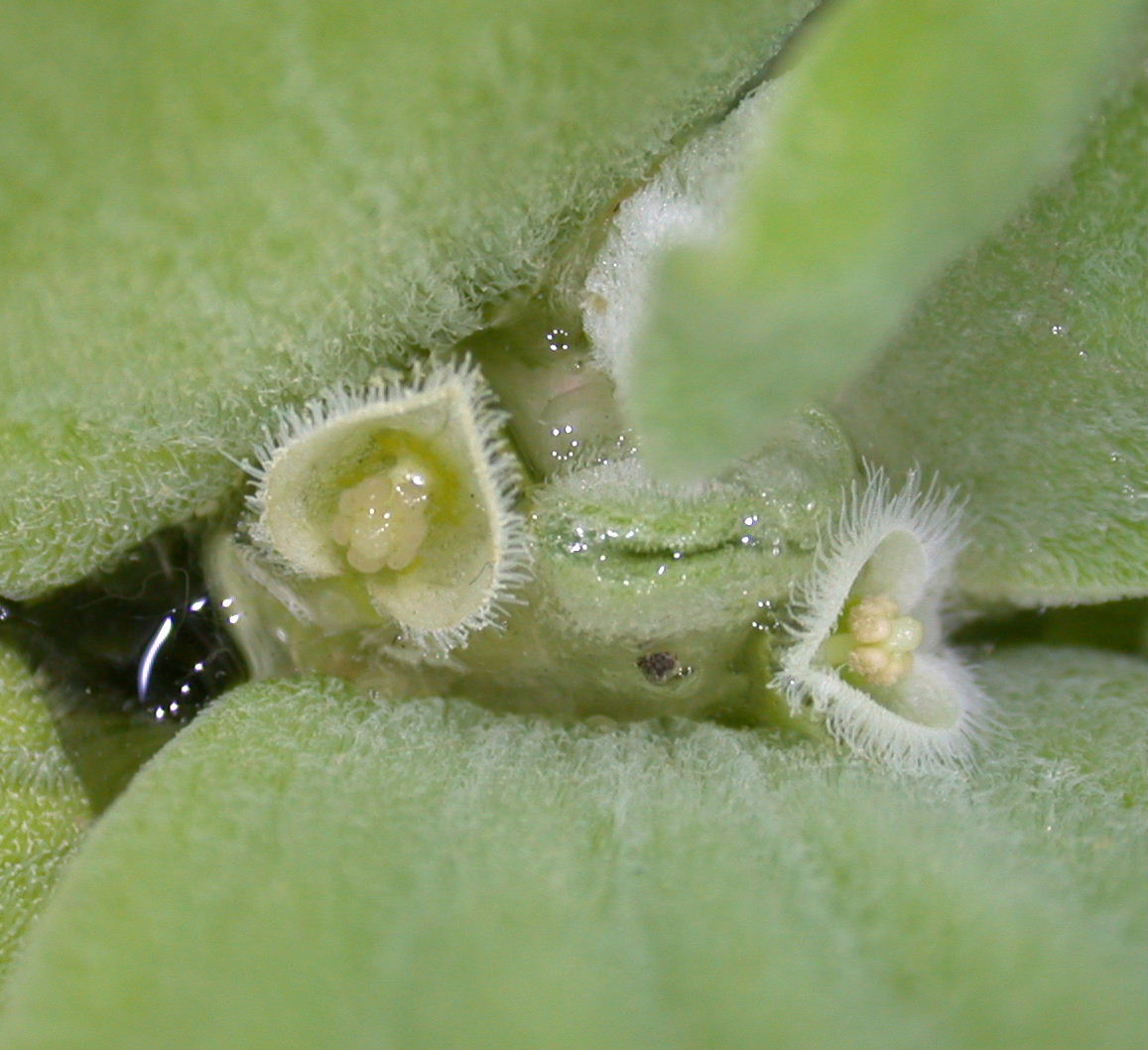
ボタンウキクサの花序

サトイモ科の植物は、単子葉植物としては例外的に、葉の幅が広く、切れ込みがあったり、複葉になったりと、複雑な形のものがあり、葉脈も網状になったものが多い。どちらかと言えば、湿ったところに生育するものが多く、湿地性や半水性のものもある。日本では、地下に芋状の地下茎を持つものがよく見られるが、亜熱帯-熱帯では大型のつる植物になり、根を伸ばして樹木の幹に張りつき、よじ登るものがある。
なお、ウキクサ亜科とボタンウキクサは浮遊性の水草である。

## 利用
サトイモ科の植物には、サトイモ（里芋＝タロイモ）をはじめ、主食として用いられるものがある。特に東南アジアから太平洋にかけて、芋食文化が広がり、日本はその最北端に当たる。また、コンニャクも加工して食品となる。
また、熱帯地方のものには、葉の色や形の面白いものがあり、ポトスやカラジューム（ハイモ）など様々な種が観葉植物として利用される。また水生・半水生のアヌビアスやクリプトコリネ、ブセファランドラなどもアクアリウムにおいて観賞の対象とされる。
日本では、ミズバショウやザゼンソウは北日本の季節の花として有名で、ミズバショウは「夏の思い出」などの歌にも出てくる。テンナンショウ類にも観賞価値の高いものがあり、その一部に野生では絶滅に瀕しているものがある。
一方、テンナンショウ属を始め、クワズイモ、ザゼンソウなど多くのサトイモ科の植物はシュウ酸カルシウムなどのシュウ酸塩を根茎などに含んでおり、観葉植物も含めて有毒植物である。

## 分類
ショウブ属（Acorus）は葉が細長く平行脈で典型的な仏炎苞もないので、クロンキスト体系ではショウブ科（Acoraceae）、APG IIでは更にショウブ目（Acorales）として分ける。ウキクサ亜科はかつてウキクサ科として分離されていた。
8亜科が属する。

### Gymnostachydoideae ギムノスタキス亜科
1種のみ。オーストラリア東部。
- G. anceps ギムノスタキス・アンケプス

### Orontioideae ミズバショウ亜科
3属6種。東アジアと北米。
- Lysichiton ミズバショウ属（一属二種）
  - L. americanus アメリカミズバショウ
  - L. camtschatcense ミズバショウ
- Orontium
- Symplocarpus ザゼンソウ属
  - S. foetidus ザゼンソウ

### Lemnoideae ウキクサ亜科
ウキクサ亜科には5属37種が属する。
- Landoltia
- Lemna アオウキクサ属
  - L. aoukikusa アオウキクサ
  - L. gibba イボウキクサ
  - L. minor コウキクサ
  - L. trisulca ヒンジモ
- Spirodela ウキクサ属
  - S. polyrhiza ウキクサ
- Wolffia ミジンコウキクサ属
  - W. globosa ミジンコウキクサ
- Wolffiella

### Pothoideae アンスリウム亜科
4属900種。
- Anthurium アンスリウム属
- Pedicellarum
- Pothoidium
- Pothos ポトス属　※園芸上のポトス（オウゴンカズラ、ハブカズラなど）は含まれない。

### Monsteroideae ホウライショウ亜科
12属360種。
- Alloschemone
- Amydrium
- Anadendrum
- Epipremnum ハブカズラ属
  - E. aureum オウゴンカズラ（ポトス）
  - E. pinnatum ハブカズラ
- Heteropsis
- Holochlamys
- Monstera ホウライショウ属
  - Monstera spp. ホウライショウ（モンステラ）：大型の蔓、葉に穴が空く。
- Rhaphidophora
- Rhodospatha
- Scindapsus
- Spathiphyllum スパティフィラム属
- Stenospermation

### Lasioideae
10属58種。
- Anaphyllopsis
- Anaphyllum
- Cyrtosperma

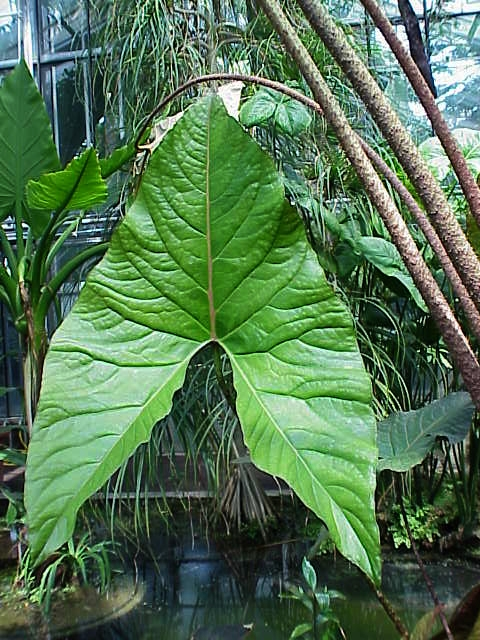
Cyrtospermaの一種であるCyrtosperma johnstonii

  - ヌマサトイモ（Cyrtosperma merkusii）
- Dracontioides
- Dracontium
- Lasia
- Lasimorpha
- Podolasia
- Pycnospatha
- Urospatha

### Zamioculcadoideae
3属21種。アフリカ。
- Zamioculcas ザミオクルカス

### Aroideae サトイモ亜科
70属2300種。
- Calla ヒメカイウ属 - Calla palustris ヒメカイウ1種。
- Aglaodorum アグラオドルム属
- Aglaonema アグラオネマ属
  - Aglaonema spp. アグラオネマ
- Alocasia クワズイモ属
  - Alocasia spp. アローカシア
  - A. macrorrhizos インドクワズイモ
  - A. odora クワズイモ
- Ambrosina
- Amorphophalus コンニャク属
  - A. konjac コンニャク
  - A. titanum ショクダイオオコンニャク
- Anchomanes
- Anubias アヌビアス属
- Aridarum
- Ariopsis
- Arisaema テンナンショウ属
  - A. ringens ムサシアブミ
  - A. serratum マムシグサ
  - A. sikokianum ユキモチソウ
  - A. urashima ウラシマソウ
- Arisarum
- Arophyton
- Arum
- Asterostigma
- Biarum
- Bognera
- Bucephalandra ブセファランドラ属：仏炎苞を水中で出しそのまま花を咲かせる事がある。
- Caladium ハイモ属
  - C. bicolor ニシキイモ（カラジューム）
  - C. humboldtii ヒメハイモ
- Callopsis
- Carlephyton
- Cercestis
- Chlorospatha
- Colletogyne
- Colocasia サトイモ属
  - C. antiquorum ヤマサトイモ・トウノイモ・エビイモ
  - C. esculenta  タロイモ・サトイモ・ヤツガシラ・ミズイモなど
  - C. gitgantea  ハスイモ
- Cryptocoryne クリプトコリネ属
- Culcasia
- Dieffenbachia カスリソウ属
  - Dieffenbachia spp. カスリソウ（ディフェンバキア）
- Dracunculus
- Eminium
- Filarum
- Furtadoa
- Gearum
- Gonatopus
- Gorgonidium
- Hapaline
- Helicodiceros
- Heteroaridarum
- Homalomena
- Hottarum
- Jasarum
- Lagenandra
- Lazarum
- Mangonia
- Montrichardia
- Nephthytis
- Peltandra
- Philodendron フィロデンドロン属
  - Philodendron spp. フィロデンドロン（ビロードカズラ・ヤッコカズラ・ヒトデカズラなど、中型・小型の蔓植物）
  - P. scandens ヒメカズラ
- Phymatarum
- Pinellia ハンゲ属
  - P. ternata カラスビシャク
- Piptospatha
- Pistia ボタンウキクサ属 - ボタンウキクサ1種
- Protarum
- Pseudodracontium
- Pseudohydrosme
- Remusatia
- Sauromatum
- Scaphispatha
- Schismatoglottis
- Spathantheum
- Spathicarpa
- Steudnera
- Stylochaeton
- Synandrospadix
- Syngonium - シンゴニウム属
  - Syngonium spp.
- Taccarum
- Theriophonum
- Typhonium
- Typhonodorum
- Ulearum
- Xanthosoma ヤバネサトイモ属
  - Xanthosoma spp. タロイモ
- Zamioculcas
  - Zamioculcas zamiifolia（一属一種）
- Zantedeschia オランダカイウ属
  - Z. aethiopica オランダカイウ、カラー
  - Z. elliottiana キバナカイウ
  - Z. rehmannii モモイロカイウ
- Zomicarpa
- Zomicarpella

## 系統
次のような系統樹が得られている。
|  | ギムノスタキス亜科 |
|  |                    |
|  | ミズバショウ亜科   |
|  |                    |

|  | ホウライショウ亜科 |
|  |                    |
|  | アンスリウム亜科   |
|  |                    |

|  | Lasioideae        |
|  |                   |
|  | Zamioculcadoideae |
|  |                   |
|  | サトイモ亜科      |
|  |                   |

|  | ホウライショウ亜科 |
|  |                    |
|  | アンスリウム亜科   |
|  |                    |

|  | Lasioideae        |
|  |                   |
|  | Zamioculcadoideae |
|  |                   |
|  | サトイモ亜科      |
|  |                   |

|  | ホウライショウ亜科 |
|  |                    |
|  | アンスリウム亜科   |
|  |                    |

|  | Lasioideae        |
|  |                   |
|  | Zamioculcadoideae |
|  |                   |
|  | サトイモ亜科      |
|  |                   |

|  | ホウライショウ亜科 |
|  |                    |
|  | アンスリウム亜科   |
|  |                    |

|  | Lasioideae        |
|  |                   |
|  | Zamioculcadoideae |
|  |                   |
|  | サトイモ亜科      |
|  |                   |

|  | ギムノスタキス亜科 |
|  |                    |
|  | ミズバショウ亜科   |
|  |                    |

|  | ホウライショウ亜科 |
|  |                    |
|  | アンスリウム亜科   |
|  |                    |

|  | Lasioideae        |
|  |                   |
|  | Zamioculcadoideae |
|  |                   |
|  | サトイモ亜科      |
|  |                   |

|  | ホウライショウ亜科 |
|  |                    |
|  | アンスリウム亜科   |
|  |                    |

|  | Lasioideae        |
|  |                   |
|  | Zamioculcadoideae |
|  |                   |
|  | サトイモ亜科      |
|  |                   |

|  | ホウライショウ亜科 |
|  |                    |
|  | アンスリウム亜科   |
|  |                    |

|  | Lasioideae        |
|  |                   |
|  | Zamioculcadoideae |
|  |                   |
|  | サトイモ亜科      |
|  |                   |

|  | ホウライショウ亜科 |
|  |                    |
|  | アンスリウム亜科   |
|  |                    |

|  | Lasioideae        |
|  |                   |
|  | Zamioculcadoideae |
|  |                   |
|  | サトイモ亜科      |
|  |                   |